# Turks i Caicos a Unia Europejska
Turks i Caicos – brytyjska kolonia o statusie terytorium zamorskiego (overseas territory). Nie jest częścią Unii Europejskiej i tylko w minimalnym stopniu respektuje prawo wspólnotowe. Wspólne relacje dwustronne zostały ustanowione specjalną decyzją Rady 76/568/EWG. W latach 2000- 2007 otrzymała 8,4 mln euro z Europejskiego Funduszu Rozwoju, w latach 2008- 2013 przyznano kwotę w wysokości 12 mln euro. Głównie rozwijane są: infrastruktura powiązana z rozwojem turystyki (Bellefield port), handel wewnętrzny i promocja zrównoważonego rozwoju. Mimo posiadania obywatelstwa brytyjskiego, a co za tym idzie obywatelstwa Unii Europejskiej - na wyspach Turks i Caicos nie odbywają się wybory do Parlamentu Europejskiego. Jest to też specyficzne terytorium, w którym walutą jest dolar amerykański.
| Terytorium specjalne | aplikacja prawa wspólnotowego | stosowanie prawa wspólnotowego w lokalnym sądownictwie? | EURATOM? | Obywatelstwo UE? | wybory europejskie? | Strefa Schengen? | strefa VAT UE? | obszar celny UE? | jednolity rynek? | strefa euro? |
| -------------------- | ----------------------------- | ------------------------------------------------------- | -------- | ---------------- | ------------------- | ---------------- | -------------- | ---------------- | ---------------- | ------------ |
| Turks i Caicos       | minimalne (OCT)               | Nie                                                     | Tak      | Tak              | Nie                 | Nie              | Nie            | Nie              | częściowo        | Nie, USD     |